# Jean-Claude Bonnet
 (juillet 2016).
Si vous disposez d'ouvrages ou d'articles de référence ou si vous connaissez des sites web de qualité traitant du thème abordé ici, merci de compléter l'article en donnant les références utiles à sa vérifiabilité et en les liant à la section « Notes et références ».
Jean-Claude Bonnet, né en 1946, est un directeur de recherche émérite au CNRS français.
Il a publié de nombreux travaux sur le dix-huitième siècle et la Révolution. Son ouvrage Naissance du Panthéon lui a valu en 1998 le Grand prix d’histoire Chateaubriand. 
Maître d’œuvre de la première réédition complète des principaux ouvrages de Louis-Sébastien Mercier, il a donné également des contributions sur la littérature du XXe siècle et sur le cinéma, et collabore régulièrement à la revue Critique.
Son livre La Gourmandise et la Faim (2015) est l’aboutissement d’une recherche inaugurée dès son premier article (« Le Système de la cuisine et du repas chez Rousseau », Poétique no 22, 1975).
Son livre Les Connivences secrètes. Diderot, Mercier, Chateaubriand (2O20) a obtenu le Grand prix de l’essai de l’Académie française en 2021.

## Biographie
Agrégé de lettres classiques, docteur d’État (Université Paris IV-Sorbonne), directeur de recherche au CNRS, Jean-Claude Bonnet a fondé une équipe au sein du Centre d’études de la langue et de la littérature françaises de la Sorbonne et du CNRS, centre dont il a été le directeur adjoint de 1986 à 2000 sous les directions successives de Marc Fumaroli et de Jean Dagen. Il a été professeur invité dans plusieurs universités des États-Unis : en Virginie, à Baltimore, Johns-Hopkins, à l’université de Chicago.

## Ouvrages
- Naissance du Panthéon. Essai sur le culte des grands hommes, L’esprit de la cité, Fayard, 1998, 415. p.
- Diderot, Promenades dans l’œuvre, Livre de Poche, 2012, 432 p.
- La Gourmandise et la Faim. Histoire et symbolique de l’aliment (1730-1830), Références Inédit, Livre de Poche, 2015, 451 p. .
- Les Connivences secrètes. Diderot, Mercier, Chateaubriand. 303 p. CNRS EDITIONS, 2O20.

- Les Aléas de la parole publique (1789-1815), 190 p., Presses universitaires de Saint-Étienne, 2021.

## Éditions de texte
- Grimod de La Reynière, Almanach des gourmands, Texte intégral des huit années (1803-1812), préface de Jean-Claude Bonnet, 1106 p., Éditions MENUFRETIN, 2012.

- Grimod de La Reynière, Manuel des amphitryons, préface de Jean-Claude Bonnet, 288 p., Éditions MENUFRETIN, 2014.

- Sophie de Condorcet, Lettres sur la sympathie, préface de Jean-Claude Bonnet, 128 p., Rivages poche. Petite bibliothèque, 2016.

- Edmond et Jules de Goncourt, La du Barry,  préface de Jean-Claude Bonnet, 476 p., Rivages poche. Petite bibliothèque, 2018.

- Diderot. Mélanges littéraires et philosophiques, choix de textes, préface et commentaires de Jean-Claude Bonnet, 220 p., Rivages poche. Petite bibliothèque, 2020.

## Direction d’ouvrages
Dans l’équipe qu’il a créée, Jean-Claude Bonnet a réuni des compétences diverses (histoire littéraire, histoire des idées politiques, musicologie, histoire de l’art et de l’architecture). Il en est résulté une série d’ouvrages qui font référence : 
- La Mort de Marat, Paris, Flammarion, 1986, 510 p.
- La Carmagnole des muses, essai sur l’homme de lettres et l’artiste sous la Révolution, Paris, Armand Colin, 1988, 426 p.
- Louis Sébastien Mercier (1740-1814) : Un hérétique en littérature, Paris, Mercure de France, 1995, 512 p.
- L’Empire des muses, Napoléon, les arts et les lettres, Paris, Belin, 2004, 485 p. .

### Édition des œuvres de Mercier[5]
L’ambition de cette équipe de recherche a été de concilier la tradition critique et la tradition philologique artificiellement séparées dans les années 1970. C’est pourquoi ses travaux se sont partagés entre la rédaction d’ouvrages et l’édition de textes. L’édition des œuvres de Mercier au Mercure de France, avec l’accord de Simone Gallimard, a permis d’inscrire dans le paysage littéraire un écrivain connu jusque-là par de simples extraits (à l’exception de L’An 2440). Voici donc les œuvres majeures de cet auteur mises à disposition du public et des chercheurs avec un texte complet et scientifiquement établi, et un important apparat critique : 
- Tableau de Paris, Paris, Mercure de France, 1994, 2 vol. de 1908 p. (plus CCII d’introduction) et 2063 p.
- Le Nouveau Paris, Paris, Mercure de France, 1994, 1890 p. (plus CCCXV pages d’introduction).
- Mon bonnet de nuit, du théâtre, Paris, Mercure de France, 1999, 2181 p. (plus CLXXII pages d’introduction).
- Théâtre complet, 2775 pages en quatre tomes, Honoré Champion, Paris, 2014.
- Songes et Visions philosophiques, édition de Jean-Claude Bonnet, Manucius, 2005, 193 p.
- Néologie, édition de Jean-Claude Bonnet, Belin, 2009, 594 p.

Cette édition des œuvres de Mercier est accompagnée de deux ouvrages : Louis Sébastien Mercier, un hérétique en littérature, Paris, Mercure de France, 1995, 512 p. et Le Paris de Louis Sébastien Mercier. Cartes et index toponymique, Mercure de France, 1999, 173 p..